# Sapintus
Sapintus es un género de escarabajos polífagos de la familia Anthicidae. Fue descrito científicamente por primera vez por el entomólogo estadounidense Thomas Lincoln Casey y publicado en la revista académica Coleopterological Notices. VI. – Annals of the New York Academy of Sciences en 1895.

## Descripción
La mayoría de las especies son de color marrón, negro o marrón claro (salvo algunas excepciones), con frecuencia con bandas transversales amarillas o negras en los elitros; con un protórax corto, pronoto angosto y cabeza más ancha. Los elitros son elongados y tienen doble vellosidad, consistente en setae normales emergiendo de distintos puntos y dirigidas hacia atrás, y una capa inferior de setae más cortas, más finas, que surgen de puntos muy pequeños y usualmente dirigidos lateralmente en forma oblicua.

## Distribución, hábitat y ecología
Los escarabajos del género Sapintus se encuentran en todas las ecozonas del planeta (excepto la antártica), siendo la afrotropical e indomalaya en donde se encuentra la mayor diversidad de especies. No obstante, se pueden encontrar docenas de especies también en el neártico, neotrópico y australasia. Para el hábitat se pueden definir tres áreas bióticas principales sobre la base de la distribución de las especies: bosque templado, desierto (incluyendo regiones áridas y semiáridas) y selva tropical. Se pueden encontrar coleópteros Sapintus en diversas plantas como hierbas, arbustos o árboles altos, sea debajo de las hojas, en el tallo e incluso por debajo de la corteza. Las especies tienen diferentes preferencias de luminosidad: algunos son diurnos, otros nocturnos y unos cuantos son crepusculares.

## Especies
Este género cuenta con dos subgéneros y más de 175 especies en todo el mundo.

### SubgéneroBarbigerosapintus
- Sapintus confertopunctatus (Telnov, 1998)

### SubgéneroSapintus
| - Sapintus adonis (Pic, 1900) - Sapintus albertisi (Pic, 1900) - Sapintus alfurus (Pic, 1900) - Sapintus alvarengai (Werner, 1983) - Sapintus andreae (Laferte, 1848) - Sapintus andreaskopetzi (Telnov, 2014) - Sapintus angulapex (Telnov, 2014) - Sapintus anguliceps (LaFerté-Sénectère, 1849) - Sinónimo de: Sapintus apicatus (Fairmaire, 1896) - Sapintus argenteofasciatus (Telnov, 2003) - Sapintus arizonicus (Werner, 1962) - Sapintus aucklandensis (Werner & Chandler, 1995) - Sapintus austerus (Krekich-strassoldo, 1913) - Sapintus bagiuniensis (Ronchetti, Colombini & Chelazzi, 1986) - Sapintus balteatus (Werner, 1983) - Sapintus barbifer (Uhmann, 1990) - Sapintus bataviensis (Marseul, 1882) - Sapintus benoiti (Pic, 1955) - Sapintus binominatus (Pic, 1896) - Sapintus bredoi (Pic, 1952) - Sapintus breviceps (Laferté-sénectère, 1849) - Sapintus brincki (Bonadona, 1988) - Sapintus canaliculatus (Werner, 1983) - Sapintus capitatus (Werner, 1983) - Sapintus caudatus (Werner, 1962) - Sapintus celeripes (Telnov, 2014) - Sapintus cohaeres (Lewis, 1895) - Sapintus colonus (Casey, 1895) - Sapintus congoensis (Pic, 1952) - Sapintus corporaali (Pic, 1923) - Sapintus corticalis (LeConte, 1851) - Sapintus creber (Werner, 1983) - Sapintus cruciellus (Marseul, 1882) - Sapintus csikii (Pic, 1902) - Sapintus curvatus (Telnov, 2014) - Sapintus curvipilosus (Werner, 1983) - Sapintus curvitibia (Telnov, 2014) - Sapintus densepunctatus (Telnov, 2014) - Sapintus dilensis (Pic, 1900) - Sapintus donedai (Bonadona, 1978) - Sapintus dyaulensis (Telnov, 2014) - Sapintus echinatus (Telnov, 2014) - Sapintus extus (Lewis, 1895) - Sapintus fallax (Bonadona, 1964) - Sapintus festinans (Casey, 1895) - Sapintus flavomaculatus (Laferté-sénectère, 1849) - Sapintus flavonotatus (Pic, 1908) - Subspecie: Sapintus barbei (Bonadona, 1978) - Sapintus flinti (Bonadona, 1988) - Sapintus foederatus (Champion, 1890) - Sapintus formosanus (Pic, 1911) - Sapintus francoisi (Pic, 1902) - Sapintus fulvipes (LaFerté-Sénectère, 1849) - Sapintus geminus (Telnov, 2014) - Sapintus gemitus (Telnov, 2014) - Sapintus ghesquierei (Pic, 1952) - Sapintus golbachi (Werner, 1983) - Sapintus gracilentus (Telnov, 2014) - Sapintus gracilicornis (Pic, 1895) - Sapintus guamensis (Blair, 1942) - Sapintus hartmanni (Telnov, 2014) - Sapintus hirtipennis (Pic, 1900) - Sapintus hispidulus (Casey, 1895) - Sapintus horvathi (Pic, 1902) - Sapintus immaturus (Laferté-sénectère, 1849) - Sapintus inspoliatus (Bonadona, 1981) - Sapintus insulanus (Pic, 1900) - Sapintus insularis (Werner, 1965) - Sinónimo de: Sapintus placitus (Bonadona, 1981) - Sapintus irregularis (Nomura, 1962) | - Sapintus javanus (Marseul, 1882) - Sinónimo de: Sapintus sodalis (Pic, 1895) - Sapintus lao (Telnov, 2014) - Sapintus lemniscatus (Werner, 1962) - Sapintus litorosus (Lewis, 1895) - Sapintus lobatus (Werner, 1983) - Sapintus longepilosus (Pic, 1942) - Sapintus loriae (Pic, 1900) - Sapintus luteobimaculatus (Pic, 1955) - Sapintus luteonotatus (Pic, 1913) - Sapintus lutescens (Champion, 1890) - Sapintus macrops (Telnov, 2014) - Sapintus madangensis (Uhmann, 1995) - Sapintus malayensis (Pic, 1895) - Sapintus malkini (Werner, 1983) - Sapintus malut (Telnov, 2014) - Sapintus marseuli (Pic, 1892) - Sapintus mauritiensis (Pic, 1898) - Sapintus minamiiwo (Bonadona & Sakai In Sakai, 1986) - Sapintus misellus (Laferté-sénectère, 1849) - Sapintus mollis (Casey, 1895) - Sapintus monstrosiantennatus (Telnov, 2014)) - Sapintus mundulus (Sharp, 1885) - Sapintus neoguineensis (Pic, 1900) - Sapintus nomurai (Nardi, 2004) - Sapintus oceanicus (Laferté-sénectère, 1849) - Sapintus obscuricornis (Broun, 1880) - Sapintus ovalis (Werner, 1983) - Sapintus pallidus (Say, 1826) - Sapintus papuus (Pic, 1900) - Sapintus parisiensis (Saint-albin, 1952) - Sapintus paulosericus (Pic, 1952) - Sapintus pectilis (Pic, 1910) - Sapintus pellucidipes (Broun, 1880) - Sapintus plectilis (Pic, 1910) - Sapintus pollocki (Uhmann, 1999) - Sapintus postoculatus (Fairmaire, 1896) - Sapintus propinquus (Bonadona, 1981) - Sapintus pubescens (LaFerté-Sénectère, 1849) - Sapintus pusillus (LaFerté-Sénectère, 1849) - Sapintus quadrinotatus (Pic, 1900) - Sapintus rarus (King, 1869) - Sapintus ruficollis (Saunders, 1834) - Sapintus rugosicollis (Pic, 1900) - Sapintus rusticus (Casey, 1895) - Sapintus sakishimanus (Nomura, 1964) - Sapintus scoticus (Marseul, 1876) - Sapintus semiobliteratus (Pic, 1901) - Sapintus semirugosus (Pic, 1902) - Sapintus sentis (Werner, 1983) - Sapintus serotinus (Krekich-strassoldo, 1931) - Sapintus sexualis (Telnov, 2014) - Sapintus siamensis (Pic, 1914) - Sapintus similis (Werner, 1983) - Sapintus spinipes (Bonadona, 1969) - Sapintus spinulosus (Werner, 1983) - Sapintus subulatus (Werner, 1983) - Sapintus sudanicus (Pic, 1952) - Sapintus suzelae (Bonadona, 1981) - Sapintus taitiensis (Boheman - California, Placed Werner, 1958) - Sapintus takaosus (Pic, 1913) - Sapintus tanakai (Nomura, 1960) - Sapintus teapensis (Champion, 1890) - Sapintus testaceicolor (Pic, 1913) - Sapintus timidus (Casey, 1895) - Sapintus tobias (Marseul, 1879) - Sapintus tschoffeni (Pic, 1900) - Sapintus turanicus (Reitter, 1889) - Sapintus vexator (Werner, 1965) - Sapintus vrydaghi (Pic, 1955) |